# 93 a. C.
El año 93 a. C. fue un año del calendario romano prejuliano. En el Imperio romano, fue conocido como el año 661 Ab Urbe condita.

## Acontecimientos

### Roma
- Cónsules: Gayo Valerio Flaco y Marco Herennio.
- Hispania Citerior: C. Valerio Flaco combate a los celtíberos.
- Bronces de Botorrita: sentencia de Valerio sobre derechos de propiedad.[1]

### Anatolia
- Capadocia elige a Ariobarzanes como rey, con el apoyo del República romana
- Arshak I se convierte en rey de la Iberia caucásica después de expulsar a Farnadjom.

### Asia
- Fin de la era Taishi del Emperador Wu (China).

## Fallecimientos
- Farnadjom, rey de la Iberia caucásica